# Línea SE709 (EMT Madrid)
El Servicio Especial (S.E.) codificado como SE709 de la EMT de Madrid une la estación de Feria de Madrid con el hospital Isabel Zendal.

## Características

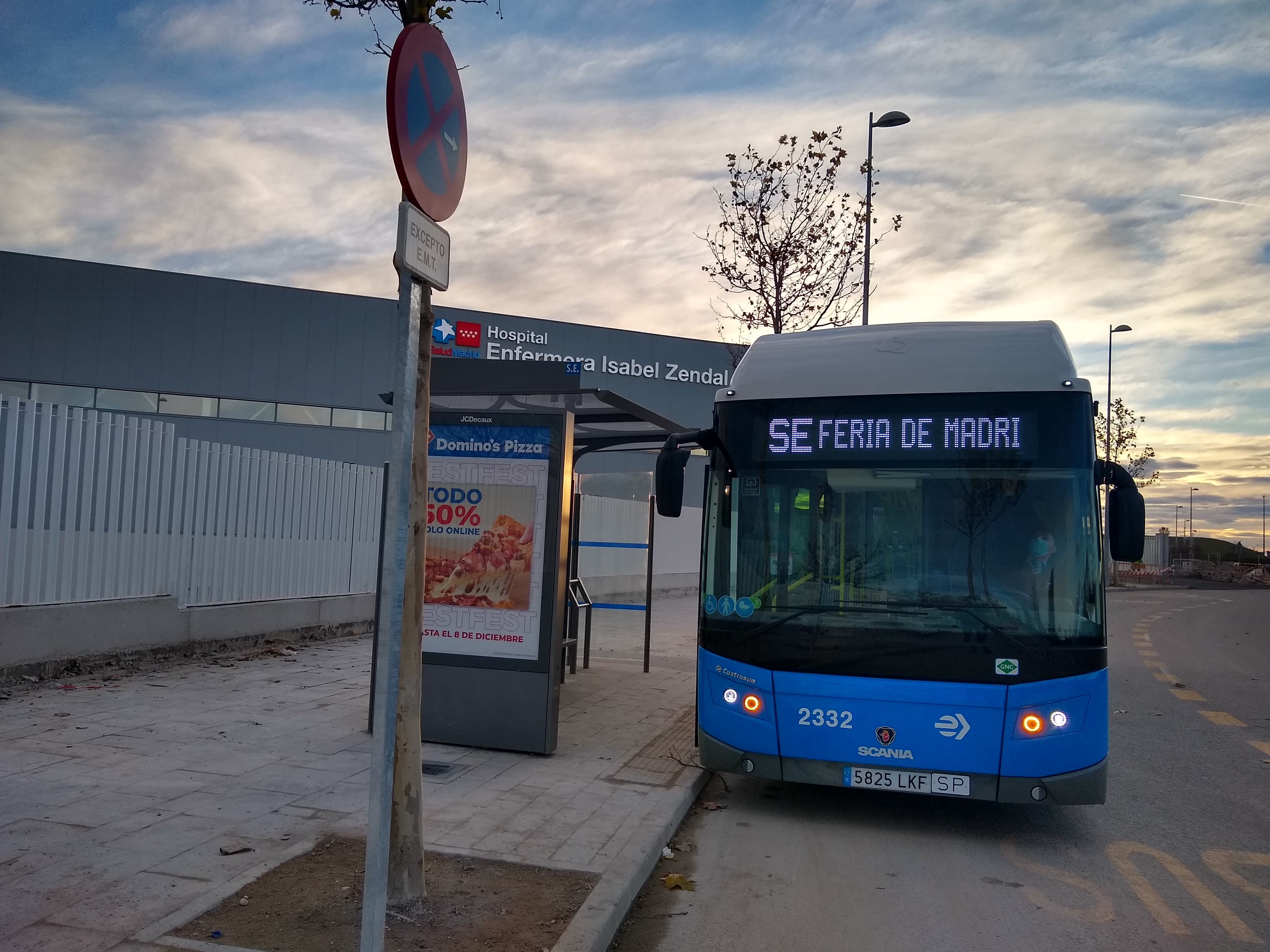
Autobús en la cabecera del hospital

La línea fue puesta en servicio el 2 de diciembre de 2020. Sirve de lanzadera para unir el nuevo hospital Enfermera Isabel Zendal con la red de transporte público. Su recorrido es breve y solo tiene una parada intermedia, en las inmediaciones del intercambiador de Valdebebas, servida por la línea C-1 de Cercanías.
Desde el 1 de diciembre de 2022, comparte todo su recorrido con la línea interurbana 828.

## Horarios
| Todos los días                           |                                          |                                          |                                          |                                          |                                          |                                          |                                          |                                          |                                          |                                          |                                          |                                          |                                          |                                          |                                          |                                          |                                          |                                          |                                          |                                          |                                          |                                          |                                          |                                          |                                          |                                          |                                          |                                          |                                          |                                          |                                          |                                          |                                          |
| Feria de Madrid > Hospital Isabel Zendal | Feria de Madrid > Hospital Isabel Zendal | Feria de Madrid > Hospital Isabel Zendal | Feria de Madrid > Hospital Isabel Zendal | Feria de Madrid > Hospital Isabel Zendal | Feria de Madrid > Hospital Isabel Zendal | Feria de Madrid > Hospital Isabel Zendal | Feria de Madrid > Hospital Isabel Zendal | Feria de Madrid > Hospital Isabel Zendal | Feria de Madrid > Hospital Isabel Zendal | Feria de Madrid > Hospital Isabel Zendal | Feria de Madrid > Hospital Isabel Zendal | Feria de Madrid > Hospital Isabel Zendal | Feria de Madrid > Hospital Isabel Zendal | Feria de Madrid > Hospital Isabel Zendal | Feria de Madrid > Hospital Isabel Zendal | Feria de Madrid > Hospital Isabel Zendal | Hospital Isabel Zendal > Feria de Madrid | Hospital Isabel Zendal > Feria de Madrid | Hospital Isabel Zendal > Feria de Madrid | Hospital Isabel Zendal > Feria de Madrid | Hospital Isabel Zendal > Feria de Madrid | Hospital Isabel Zendal > Feria de Madrid | Hospital Isabel Zendal > Feria de Madrid | Hospital Isabel Zendal > Feria de Madrid | Hospital Isabel Zendal > Feria de Madrid | Hospital Isabel Zendal > Feria de Madrid | Hospital Isabel Zendal > Feria de Madrid | Hospital Isabel Zendal > Feria de Madrid | Hospital Isabel Zendal > Feria de Madrid | Hospital Isabel Zendal > Feria de Madrid | Hospital Isabel Zendal > Feria de Madrid | Hospital Isabel Zendal > Feria de Madrid | Hospital Isabel Zendal > Feria de Madrid |
| 07                                       | 08                                       | 09                                       | 10                                       | 11                                       | 12                                       | 13                                       | 14                                       | 15                                       | 16                                       | 17                                       | 18                                       | 19                                       | 20                                       | 21                                       | 22                                       | 23                                       | 07                                       | 08                                       | 09                                       | 10                                       | 11                                       | 12                                       | 13                                       | 14                                       | 15                                       | 16                                       | 17                                       | 18                                       | 19                                       | 20                                       | 21                                       | 22                                       | 23                                       |
| 00 15 30 45                              | 00 15 30 45                              | 00 15 30 45                              | 00 15 30 45                              | 00 15 30 45                              | 00 15 30 45                              | 00 15 30 45                              | 00 15 30 45                              | 00 15 30 45                              | 00 15 30 45                              | 00 15 30 45                              | 00 15 30 45                              | 00 15 30 45                              | 00 15 30 45                              | 00 15 30 45                              | 00 15 30 45                              | 00                                       | 00 15 30 45                              | 00 15 30 45                              | 00 15 30 45                              | 00 15 30 45                              | 00 15 30 45                              | 00 15 30 45                              | 00 15 30 45                              | 00 15 30 45                              | 00 15 30 45                              | 00 15 30 45                              | 00 15 30 45                              | 00 15 30 45                              | 00 15 30 45                              | 00 15 30 45                              | 00 15 30 45                              | 00 15 30 45                              | 00                                       |

## Recorrido y paradas

### Sentido Hospital Isabel Zendal
| Código | Denominación EMT       | Denominación completa                                              | Ubicación                            | Líneas de la parada | Metro / Cercanías |
| ------ | ---------------------- | ------------------------------------------------------------------ | ------------------------------------ | ------------------- | ----------------- |
| 407    | Feria de Madrid        | Avenida del Partenón - Campo de las Naciones                       | Avenida del Partenón Nº11            | 73 SE709            | Feria de Madrid   |
| 2911   | Valdebebas Cercanías   | Avenida de las Fuerzas Armadas - Avenida de Juan Antonio Samaranch | Avenida de las Fuerzas Armadas Nº400 | SE709 BR1 828       | Valdebebas        |
| 4888   | Hospital Isabel Zendal | Glorieta de Antoñete - Avenida de Manuel Fraga Iribarne            | Avenida de las Fuerzas Armadas Nº9   | SE709 BR1 828       |                   |

### Sentido Feria de Madrid
| Código | Denominación EMT          | Denominación completa                                         | Ubicación                            | Líneas de la parada | Metro / Cercanías |
| ------ | ------------------------- | ------------------------------------------------------------- | ------------------------------------ | ------------------- | ----------------- |
| 4888   | Hospital Isabel Zendal    | Glorieta de Antoñete - Avenida de Manuel Fraga Iribarne       | Avenida de las Fuerzas Armadas Nº9   | SE709 BR1 828       |                   |
| 51118  | Intercambiador Valdebebas | Avenida de las Fuerzas Armadas - Intercambiador de Valdebebas | Avenida de las Fuerzas Armadas Nº400 | SE709               | Valdebebas        |
| 407    | Feria de Madrid           | Avenida del Partenón - Campo de las Naciones                  | Avenida del Partenón Nº11            | 73 SE709            | Feria de Madrid   |